# Монбреэн
Монбреэ́н (фр. Montbrehain) — коммуна во Франции, находится в регионе Пикардия. Департамент коммуны — Эна. Входит в состав кантона Боэн-ан-Вермандуа. Округ коммуны — Сен-Кантен.
Код INSEE коммуны — 02500.

## Население
Население коммуны на 2010 год составляло 807 человек.
| 1962 | 1968 | 1975 | 1982 | 1990 | 1999 | 2010 |
| ---- | ---- | ---- | ---- | ---- | ---- | ---- |
| 1121 | 1064 | 986  | 926  | 898  | 909  | 807  |

## Экономика
В 2010 году среди 510 человек трудоспособного возраста (15—64 лет) 350 были экономически активными, 160 — неактивными (показатель активности — 68,6 %, в 1999 году было 69,1 %). Из 350 активных жителей работали 292 человека (168 мужчин и 124 женщины), безработных было 58 (20 мужчин и 38 женщин). Среди 160 неактивных 48 человек были учениками или студентами, 49 — пенсионерами, 63 были неактивными по другим причинам.